# Delavan (Illinois)
Delavan è un comune degli Stati Uniti d'America, situato nell'Illinois, nella contea di Tazewell.